# Ofrenda

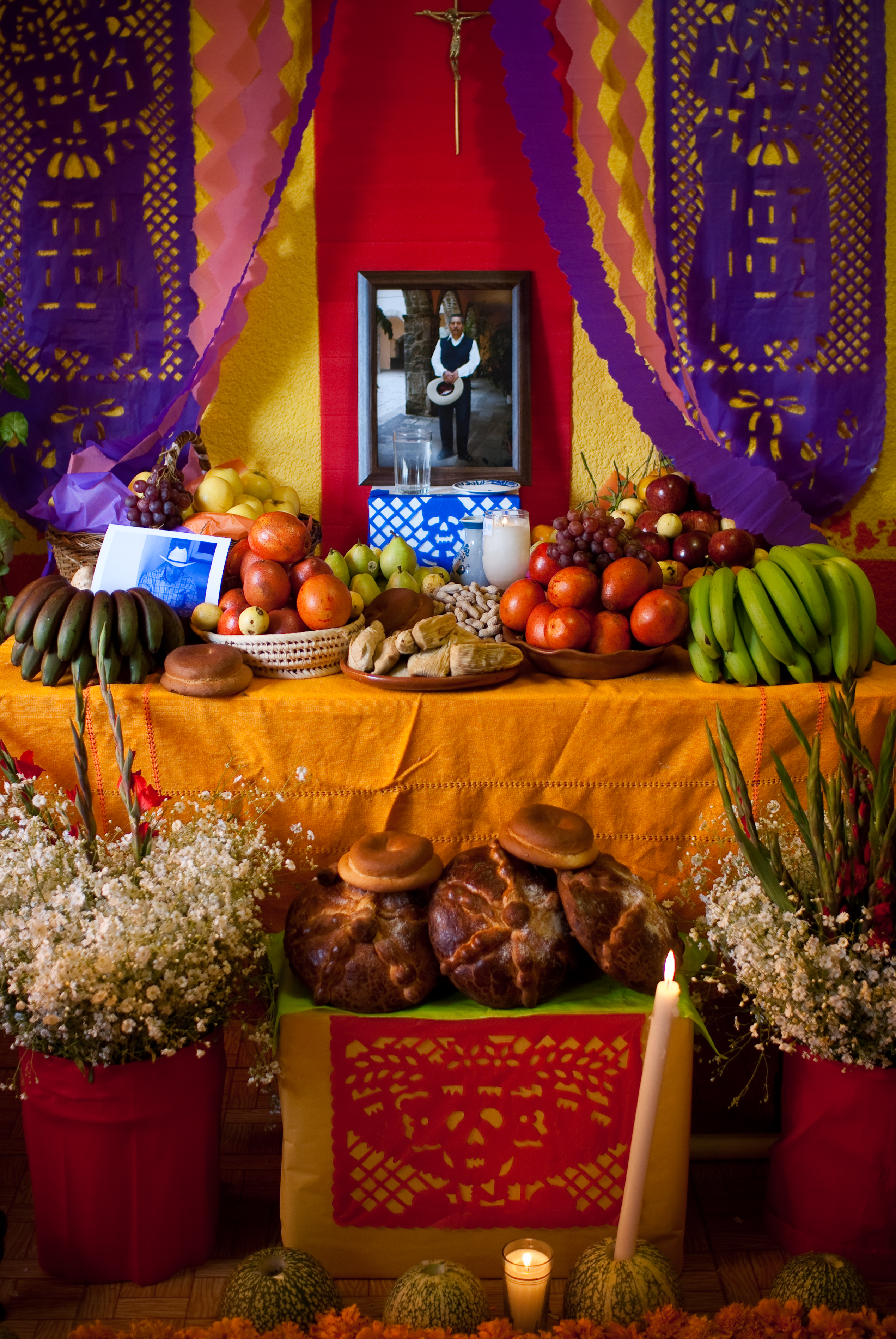
Altar de Pan de Muerto, em comemoração a um homem falecido em Milpa Alta, México DF

Uma ofrenda (do Espanhol: "oferta") é uma coleção de objetos colocados em um ritual de exibição durante a anual e tradicional celebração mexicana Dia dos Mortos. Uma ofrenda, que pode ser bastante grande e elaborada, geralmente é criado para uma pessoa que já morreu, e geralmente destina-se a recebê-la no altar.

## Plano de fundo
Esta apresentação coincide com o Dia dos Mortos, uma tradição de origem asteca. A cultura asteca considerava que almas continuavam vivas e entravam em diferentes reinos quando um corpo morria. Esta visão asteca misturou-se com as crenças Cristãs de a alma é eterna (seja no céu, no purgatório ou no inferno) durante a Conquista Espanhola do Império Asteca, quando ambas culturas se fundiram. A ofrenda é apresentada em uma casa a comemorar as almas dos entes queridos da família.

## Componentes daOfrenda
Um formato comum para uma ofrenda contém três níveis ou camadas. A primeira camada identifica a pessoa morta que está sendo convidada para o altar, frequentemente com fotos do falecido, juntamente a imagens imagens de diversos santos, estatuetas da Virgem Maria, crucifixos etc., posicionados em um retablo, que faz parte de trás do altar; na segunda camada objetos colocados a fim de incentivar os mortos a sentirem-se em casa e de que são bem-vindos: a comida favorita do falecido pode vir aqui, como a toupeira, doces, pan dulce e, especialmente, um pão doce chamado pan de muerto. Para os falecidos adultos, a ofrenda pode incluir uma garrafa ou copos derramados de shots de tequila ou mezcal, enquanto que, se o falecido for uma criança, um brinquedo favorito pode ser colocado colocado. O mais baixo nível quase sempre contém velas acesas, e pode ter, também, um lavatório, um espelho, um sabonete e uma toalha, de modo que o espírito do falecido possa ver e atualizar-se quando chegar ao altar. Em todo o altar são colocados calaveras (crânicos cristalizados decorados produzidos a partir de comprimidos de açúcar) er laranja e amarelo malmequeres (cempazuchitl) laranjar e amarelos, uma flor asteca dedicada aos mortos. Ofrendas são construídos no lar, cemitérios de vilarejos e igrejas.
A ofrenda normalmente apresenta tipos de decorações que são representativos dos quatro elementos. Por exemplo, velas são acesas sobre a mesa para simbolizar o fogo. Incensos de resina de árvores-copais também são utilizados na ofrenda, a fim de produzir cheiros que afastem os maus espíritos.

## Literatura
Um livro infantil de não-ficção denominado "Dia dos Mortos: Uma Celebração Mexicano-Americana" foi escrita por Diane Hoyt-Ourives. O livro é sobre uma família  mexicano-americana comemorando o Dia dos Mortos (Día de Muertos) na Califórnia, e é focado em dois jovens gêmeos da família. Os gêmeos ajudam a família a criar um ofrenda para seus entes queridos, bem como uma ofrenda maior para a sua comunidade.